# Chris Ryan's Strike Back
Chris Ryan's Strike Back, también conocida como Strike Back: Origins en Cinemax, es una serie de televisión británica de seis partes estrenada el 5 de mayo del 2010 por medio de Sky 1. Está basada en la novela homónima escrita por el autor de bestsellers y ex-soldado del Servicio Aéreo Especial Chris Ryan. 
Es la primera temporada de la serie Strike Back. La segunda temporada del programa se llama Strike Back: Project Dawn, la cual fue estrenada en el 2011.
El programa se centra en John Porter, un ex-Sargento del Servicio Aéreo Especial y en Hugh Collinson, un oficial de la Sección 20 en el Servicio Secreto de Inteligencia más conocido como el MI6. Ambos participan en una operación fallida en el 2003 durante la invasión de Irak, en donde dos oficiales de su unidad son asesinados.
La serie será retransmitida en el 2013 ahora bajo el nombre de Strike Back: Origins.

## Historia
John Porter es un exsoldado de las fuerzas aéreas británicas que se ve obligado a regresar de nuevo al servicio secreto de inteligencia y trabajar en la Sección 20 del MI6.
La serie se divide en tres historias principales ocurridas siete años atrás; durante los primeros dos episodios el programa se centra en el secuestro de la periodista británica Katie Dartmouth, en las afueras de Basora, Ira y John Porter es escogido para rescatarla.
Los siguientes dos episodios tienen lugar en Zimbabue, donde el Gobierno acusa al Reino Unido de crear un complot para asesinar a Robert Mugabe, Porter entra en la misma prisión en donde el aparente tirador es retenido y lo ayuda a escaparse.
Los últimos dos episodios tienen lugar en Afganistán y Pakistán, donde Gerald Baxter un pirata informático es responsable de la muerte de varios soldados estadounidenses en la provincia de Helmand.
Al final Layla Thomson y Porter descubren que el responsable de la muerte de los soldados años atrás fue el oficial Hugh Collinson, quien al confundirlos con terroristas los mató.

## Episodios
| N.º en serie | N.º en temp. | Título      | Dirigido por    | Escrito por                 | Fecha de emisión (EE. UU.) | Fecha de emisión (Reino Unido) |
| ------------ | ------------ | ----------- | --------------- | --------------------------- | -------------------------- | ------------------------------ |
| 1            | 1            | «Episode 1» | Daniel Percival | Jed Mercurio                | 25 de octubre de 2013      | 5 de mayo de 2010              |
| 2            | 2            | «Episode 2» | Daniel Percival | Jed Mercurio                | 1 de noviembre de 2013     | 5 de mayo de 2010              |
| 3            | 3            | «Episode 3» | Daniel Percival | Jed Mercurio & Alan Whiting | 8 de noviembre de 2013     | 12 de mayo de 2010             |
| 4            | 4            | «Episode 4» | Daniel Percival | Jed Mercurio & Alan Whiting | 15 de noviembre de 2013    | 12 de mayo de 2010             |
| 5            | 5            | «Episode 5» | Edward Hall     | Robert Murphy               | 22 de noviembre de 2013    | 19 de mayo de 2010             |
| 6            | 6            | «Episode 6» | Edward Hall     | Robert Murphy               | 29 de noviembre de 2013    | 19 de mayo de 2010             |

## Personajes
| Actor            | Personaje         | Ocupación                                         | N.º de Episodios | Duración |
| ---------------- | ----------------- | ------------------------------------------------- | ---------------- | -------- |
| Richard Armitage | John Porter       | Sargento del SAS, Sección 20                      | 6                | 2010     |
| Shelley Conn     | Danni Prendiville | Sargento de la Sección 20                         | 6                | 2010     |
| Jodhi May        | Layla Thompson    | Teniente de Inteligencia Militar de la Sección 20 | 6                | 2010     |
| Colin Salmon     | James Middleton   | Funcionario público                               | 4                | 2010     |
| Orla Brady       | Katie Dartmouth   | Periodista                                        | 2                | 2010     |

### Personajes recurrentes
| Actor             | Personaje        | Ocupación                         | N.º de Episodios | Duración |
| ----------------- | ---------------- | --------------------------------- | ---------------- | -------- |
| Laura Greenwood   | Alexandra Porter | Hija de John Porter               | 4                | 2010     |
| Fenar Mohammed    | As'ad            | Alias personaje cara cortada      | 2                | 2010     |
| Dhaffer L'Abidine | Hakin Al Nazeri  | Ex General de la guardia de Sadam | 2                | 2010     |
| Shaun Parkes      | Felix Masuku     | ex-Oficial SAS                    | 2                | 2010     |
| Toby Stephens     | Frank Arlington  | -                                 | 2                | 2010     |
| Alexander Siddig  | Zahar Sharq      | Terrorista                        | 2                | 2010     |
| Cal Macaninch     | Chris Pemberton  | Comandante                        | 2                | 2010     |

### Antiguos personajes
| Actor             | Personaje      | Ocupación                                | N.º de Episodios | Duración | Estado | Causa                                                 |
| ----------------- | -------------- | ---------------------------------------- | ---------------- | -------- | ------ | ----------------------------------------------------- |
| Andrew Lincoln    | Hugh Collinson | Exmilitar y director de la Sección 20    | 6                | 2010     | Muerto | asesinado por un equipo talibán                       |
| Ewen Bremner      | Gerald Baxter  | Ex-contratista de inteligencia de la CIA | 3                | 2010     | Muerto | asesinado por un talibán                              |
| Nicola Stephenson | Diane Porter   | Exesposa de John Porter                  | 3                | 2010     | Muerta | murió en el hospital durante la cirugía por el cáncer |
| David Harewood    | Tshuma         | Coronel                                  | 2                | 2010     | Muerto | -                                                     |
| Craig Hawks       | Steve Andrews  | Oficial del SAS                          | 3                | 2010     | Muerto | muerto en Irak durante el rescate de un VIP           |
| -                 | Robert Mugabe  | -                                        | -                | 2010     | Muerto | asesinado por Félix                                   |

## Premios y nominaciones
| Año  | Categoría          | Premio               | Nominados                                              | Resultado |
| ---- | ------------------ | -------------------- | ------------------------------------------------------ | --------- |
| 2010 | Best Sound - Drama | RTS Television Award | Iain Eyre, J.J. Le Roux, Stuart Hilliker & Lee Walpole | Nominados |

## Producción
La inspiración para adaptar el superventas en una serie de televisión llegó cuando el productor ejecutivo Andy Harries vio la novela mientras se encontraba en un aeropuerto y decidió llevársela consigo. Andy no logró leerla antes de regresar a gran Bretaña, pero le dio ideas a la jefa de drama del canal Sky Elaine Pyke, quien inmediatamente encargó la serie.
El programa se filmó en alta definición. El exsoldado y autor de la novela Chris Ryan actúa como consultor de la serie y asesor de los guiones.
Al tratarse de un drama militar el equipo de producción de la serie utilizó un amplió surtido de armas de fuego, incluyendo armas cortas, de asalto y rifles de francotirador, así como granadas propulsadas por cohetes, granadas de mano y otros explosivos. A los miembros del reparto se les enseñó poniéndoles peso muerto que imitaba el peso de las armas para que pudieran acostumbrarse a llevarlas durante las grabaciones. Más tarde se les enseñó como llevar las armas profesionalmente incluyendo el desmontaje y cómo volver a montarlas, así como la forma de disparar y recargar.
Tres exsoldados del Servicio Aéreo Especial (SAS) enseñaron al elenco el manejo de las armas y el entrenamiento táctico, y también estuvieron presentes para supervisar cómo cargaban las armas durante el rodaje.
Las filmaciones comenzaron en agosto del 2009 y terminaron a finales del mismo año. Las principales áreas de filmación fueron en Johannesburgo en Sudáfrica, así como la provincia, Gauteng. Otros lugares de rodaje fueron Northern Cape, Augrabies Falls National Park y el Desierto de Kalahari. El equipo de producción, preocupado por el impacto ambiental que las explosiones causarían y a menudo en coordinación con el gerente de las locaciones Jaco Espach, utilizó métodos menos nocivos para el medio ambiente.
Cuando el equipo de producción realiza escenas que involucren armas de fuego y explosivos en propiedades privadas, negocian con los dueños de las propiedades y notifican a todas las propiedades vecinas, las autoridades de aviación, la policía y el hospital local.